# Liste der Mitglieder der Deutschen Akademie der Naturforscher Leopoldina/1945
Die Liste der Mitglieder der Deutschen Akademie der Naturforscher Leopoldina für 1945  listet alle Personen, die im Jahr 1945 zum Mitglied berufen wurden. Insgesamt gab es drei neu gewählte Mitglieder.

## Neu gewählte Mitglieder 1945
| Nr.* | Name          | Geboren       | Aufnahme | Gestorben     | Sektion                              | Bild | Datenbank     |
| ---- | ------------- | ------------- | -------- | ------------- | ------------------------------------ | ---- | ------------- |
|      | Martin Müller | 26. Feb. 1878 |          | 12. Jan. 1960 | Wissenschafts- und Medizingeschichte |      | Martin Müller |
|      | Hans Schmidt  | 20. Feb. 1886 |          | 20. Apr. 1959 | Chemie                               |      | Hans Schmidt  |
|      | Max Steck     | 1. Dez. 1907  |          | 12. Sep. 1971 | Wissenschafts- und Medizingeschichte |      | Max Steck     |

* Die Matrikelnummern sowie das genaue Wahldatum der aufgelisteten Akademiemitglieder sind nicht aus dem online gestellten Mitgliederverzeichnis der Akademie ersichtlich. Akademische Titel sind im Mitgliederverzeichnis einsehbar.